# Comunidade Quilombola Moita da Onça
A Comunidade Quilombola Moita da Onça, ou apenas Moita da Onça, é uma comunidade remanescente de quilombo, população tradicional brasileira, localizada no município de Feira de Santana, na Bahia. O território foi certificado como remanescente de quilombo (reminiscências históricas de antigos quilombos) em 15 de maio de 2024, pela Fundação Cultural Palmares, se tornando assim a mais nova comunidade quilombola reconhecida do município.

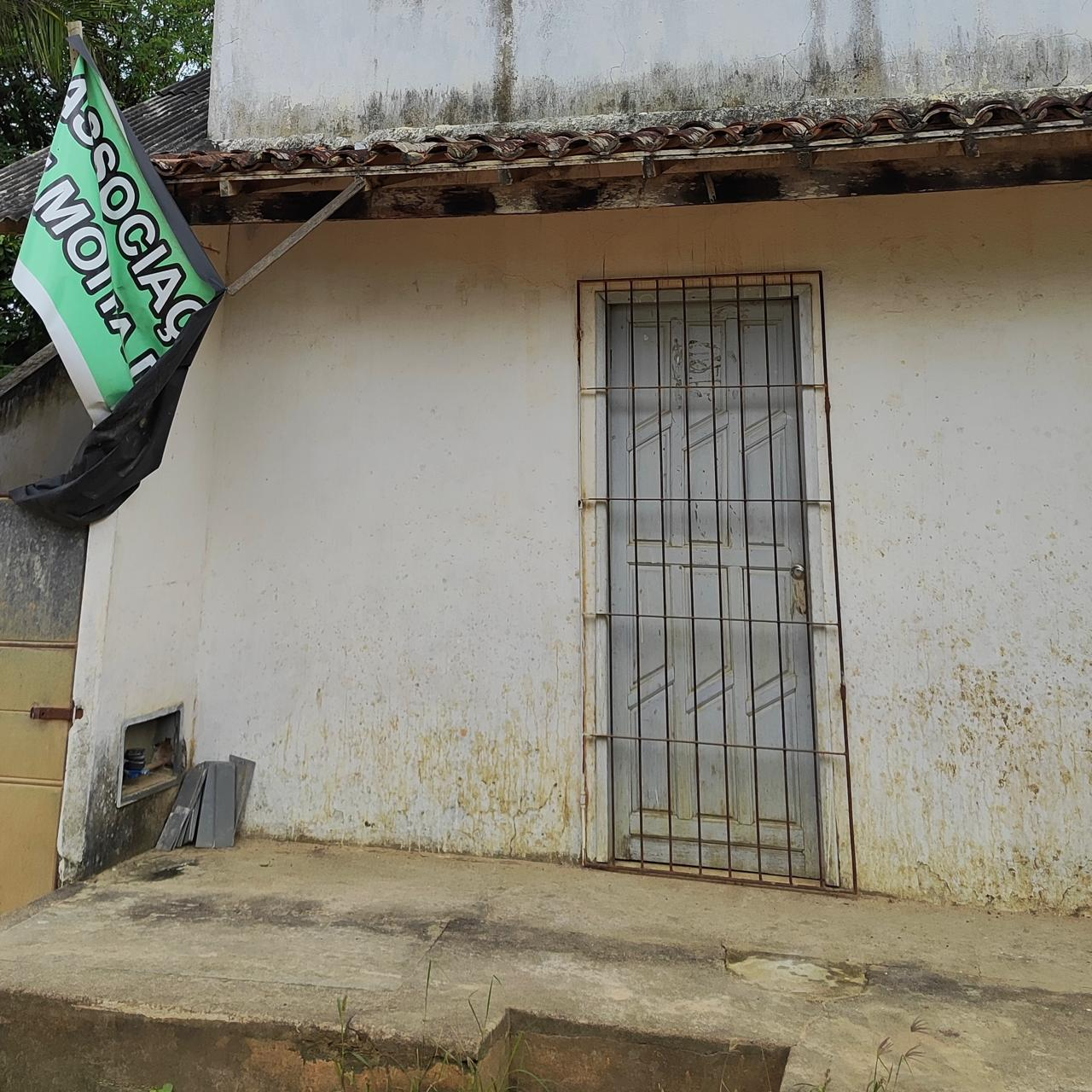
Associção Comunitária Rural de Moita da Onça e Adjacências

## Associação comunitária
A Associação Moita da Onça é uma entidade comunitária rural que se dedica à defesa e cumprimento dos direitos sociais dos integrantes da comunidade. Além de promover eventos culturais e educativos, como palestras, oficinas e cursos. Assim como, realização de hortas comunitárias e produção de outros gêneros alimentícios.

## Dificuldades

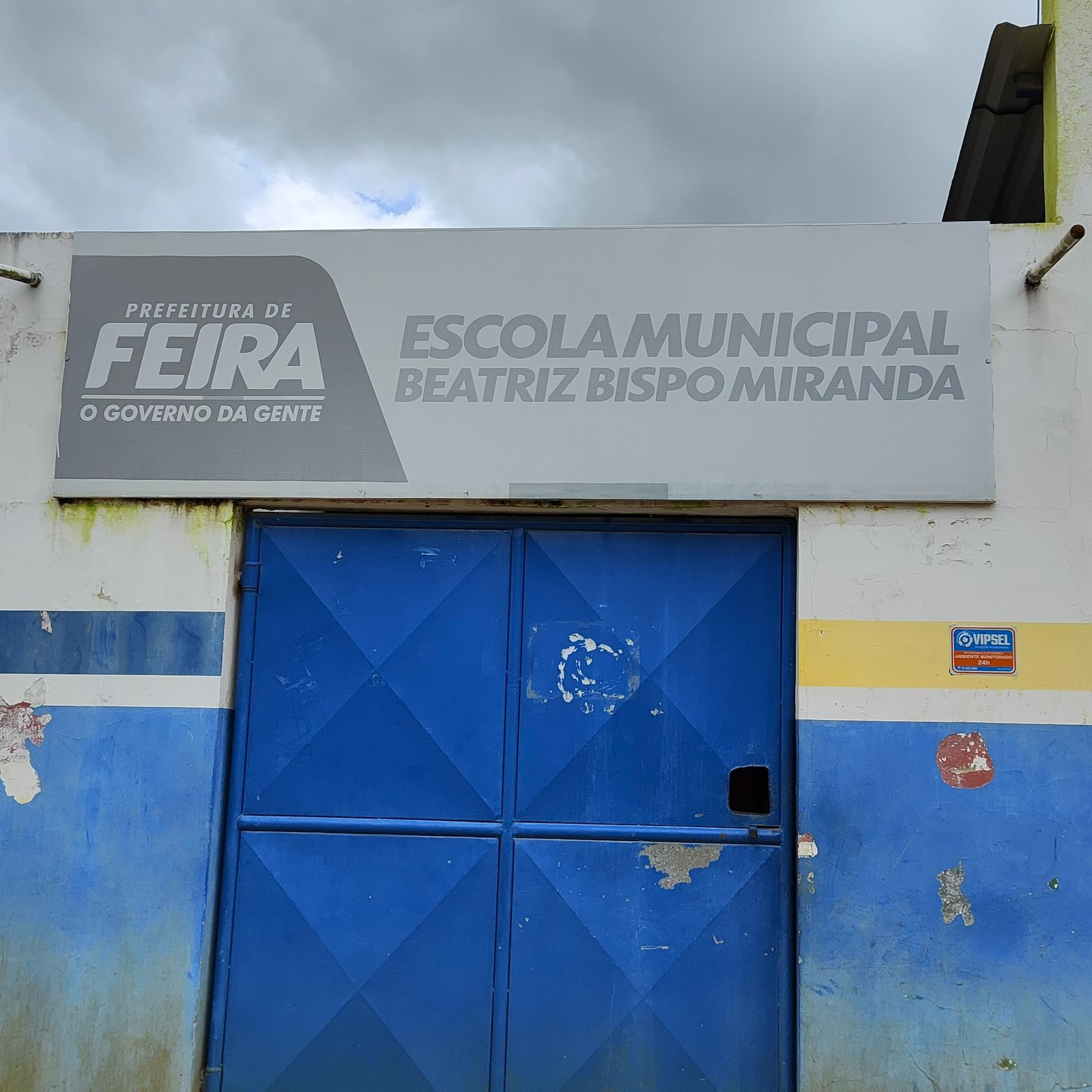
Escola Municipal Beatriz Bispo Miranda

A comunidade enfrenta diversos problemas educacional, localizada em região rural, possuí apenas uma unidade escolar, a Escola Municipal Beatriz Bispo Miranda, a qual oferta o Ensino Infantil e Ensino Fundamental I, enquanto as demais etapas são ofertadas apenas na comunidade vizinha Matinha, ou na sede do município de Feira de Santana.
Outro dilema que se apresenta é a ausência de diretrizes da legislação escolar quilombola, com um currículo não específico as demandas da comunidade quilombola, mesmo com o município possuindo o Selo Petronilha Beatriz Gonçalves e Silva de Educação para as Relações Étnico-Raciais.